# Exmoor
Pour les articles homonymes, voir Exmoor (homonymie).
L'Exmoor est une région montagneuse de landes située au sud du canal de Bristol, dans le Sud-Ouest de l'Angleterre, entre le Devon et le Somerset. Il culmine à Dunkery Hill, à 519 mètres d'altitude. Il est couvert en grande partie par le parc national d'Exmoor.

## Toponymie
L'Exmoor tient son nom de l'Exe, un fleuve qui prend sa source au cœur du massif et coule vers le sud pour se jeter dans la Manche. Moor désigne la brande, une formation végétale de type lande.

## Géographie
La région d'Exmoor est constituée de roches sédimentaires datant du Dévonien (410 à 360 millions d'années).
Dans le périmètre de Lynton et de Lymouth, deux profondes gorges boisées ont été creusées par la Lyn orientale (en) et la Lyn occidentale (en). Ces deux rivières, après leur confluence, se jettent dans le canal de Bristol à Lynmouth.

## Histoire
La Commission des parcs nationaux fixe les limites du parc national le 27 janvier 1954. Le premier ministre Harold Macmillan le confirme le 19 octobre 1954.
La région dispose dès les années 1890 d'une centrale électrique dans les gorges de la Lyn orientale. Charles Green installe cette usine pour éclairer les rues de Lynton et de Lynmouth. Cette centrale a été désaffectée par la crue de la Lyn orientale de 1952, puis détruite au milieu du XXe siècle.
La ville a également disposé à la même époque d'un funiculaire actionné par de l'énergie hydraulique. Celui-ci fonctionne toujours et est ouvert aux touristes.
Le parc compte environ 11 000 résidents et accueille près de 2 millions de visiteurs annuels.

## Protection environnementale
Le parc national d'Exmoor est situé à 71 % dans le comté du Somerset et à 29 % dans celui du Devon. Les 692 km2 de landes présentent un paysage varié. Les terres les plus élevées sont constituées par la chaîne des Brendon Hills que recouvrent les fougères bleues, les fougères impériales et les bruyères.
La partie plus au nord est occupée par la forêt d'Exmoor, forêt royale jusqu'en 1818 où l'on élevait du gibier en vue des chasses de la Cour. Avec ses 519 m, Dunkery Hill est le point culminant du parc.
Le parc organise de nombreuses excursions dans la nature, qui sont appréciées pour le ciel nocturne dépourvu de pollution lumineuse.
Le poney d'Exmoor est l'une des plus anciennes races de chevaux du monde. Il est en grand danger d'extinction et les éleveurs locaux veillent à sa préservation.
Il n'est pas rare de voir des troupeaux de cerfs en liberté.

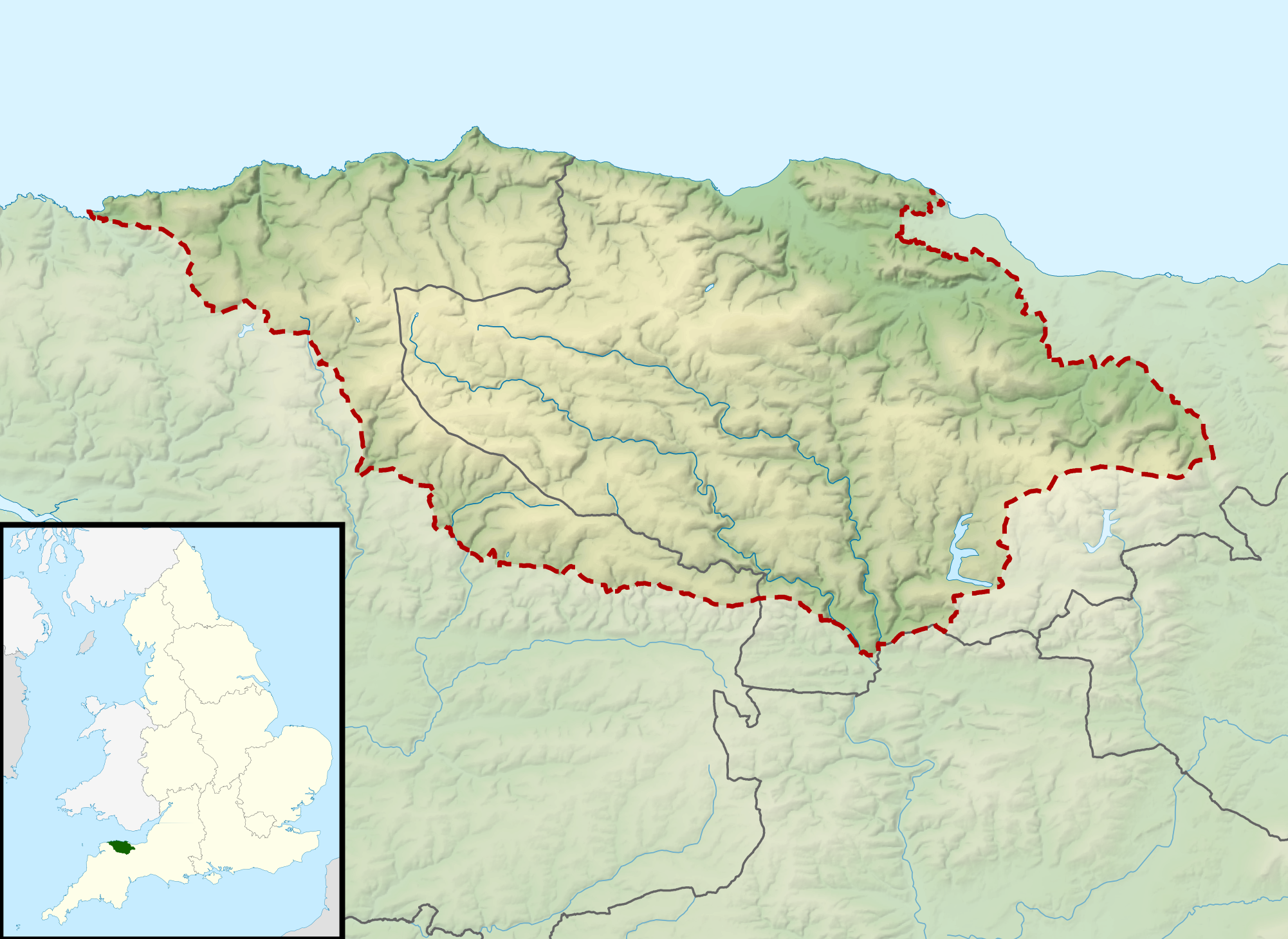
Carte du parc.
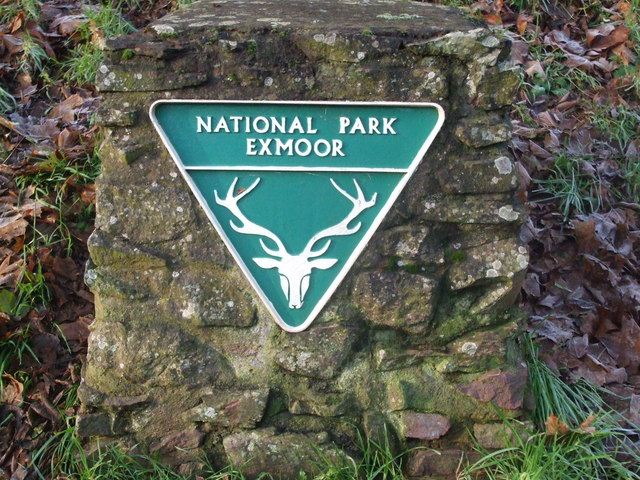
Insigne du parc.
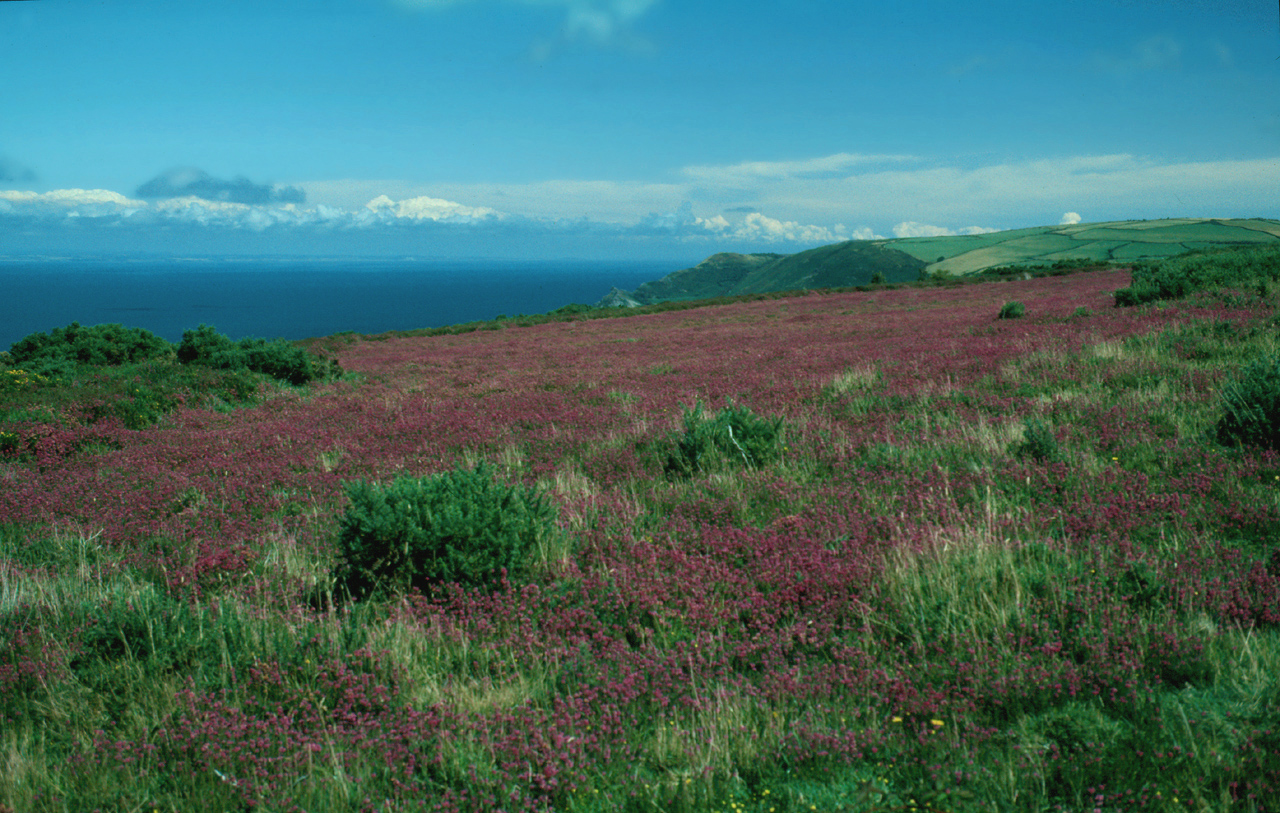
Paysage de landes près du littoral.
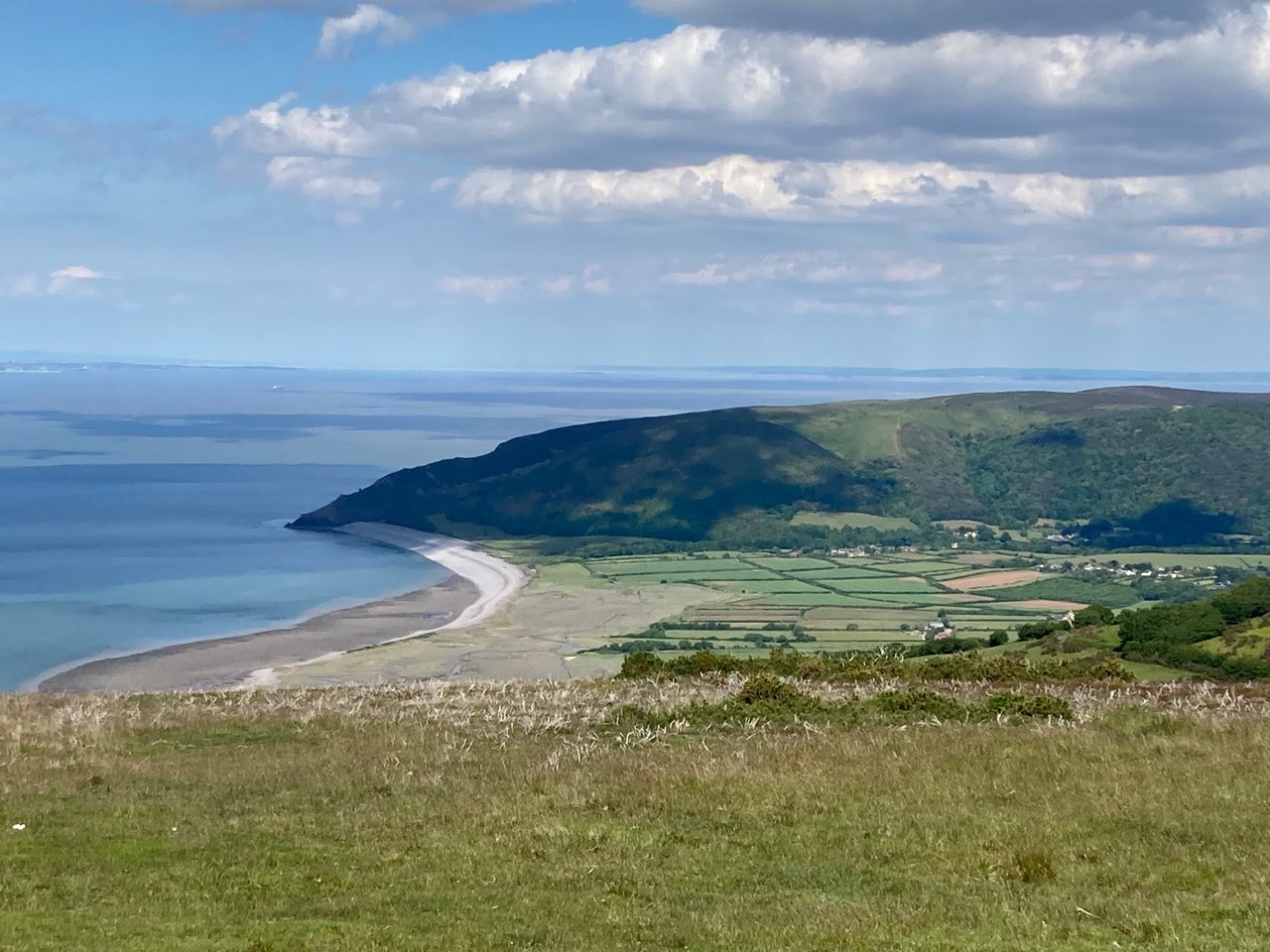
Entrée du parc.
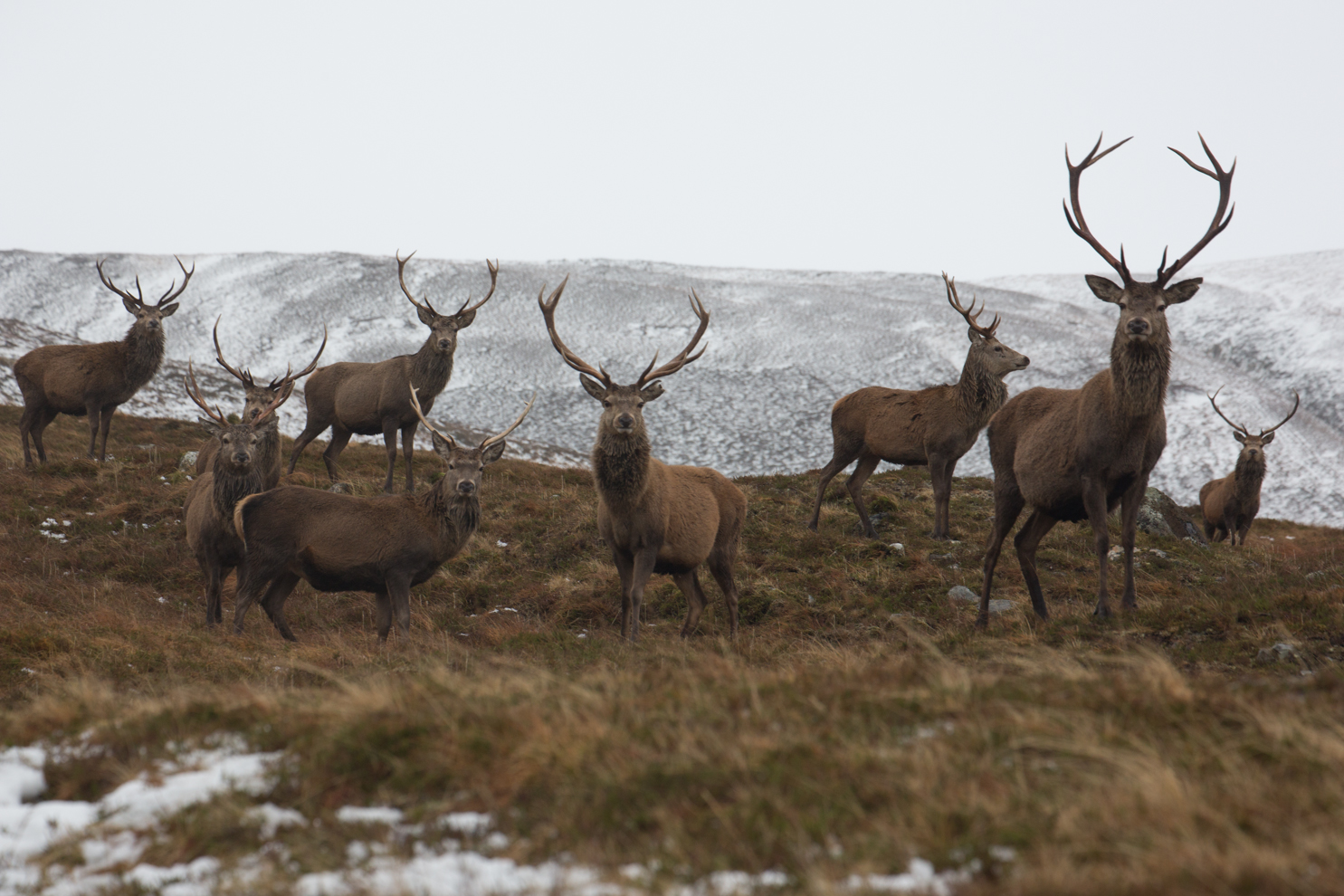
Cerfs en liberté.

## Gastronomie
La région d'Exmoor produit le fromage cheddar.

## Littérature
Exmoor et sa lande ont inspiré nombre d'écrivains depuis l'époque romantique où Samuel Taylor Coleridge, William Wordsworth, Robert Southey et Percy Bysshe Shelley y découvrirent sa nature encore sauvage. Coleridge faisait régulièrement à pied le trajet qui mène le long de la côte de Lynton à Lynmouth. C'est là qu'en 1797 fut élaboré le plus célèbre des poèmes épiques de Coleridge, The Rhyme of the Ancient Mariner.
Richard Doddridge Blackmore y situe l'histoire tragique de Lorna Doone (1869). La région inspira également le poète-lauréat Ted Hughes, Richard Jefferies, Henry Williamson, William Henry Hudson, et l'historien John Fortescue.
Aujourd'hui encore des auteurs comme Margaret Drabble (The Witch of Exmoor (La Sorcière d'Exmoor)), Dick Francis (Shattered (Brisé) (2000)), James Herbert (Le Secret de Crickley Hall (2008)), Ray Connolly (Love Out Of Season), Jan Mazzoni (The Snow Fox Diaries), Paddy King-Fretts (Larkbarrow, The Wild Red Dawn) témoignent de la fascination qu'exerce toujours l'atmosphère du Parc. 